# Casa Querol (Reus)
La Casa Querol o cal Querol és un edifici modernista obra de Pere Caselles, monument protegit com a bé cultural d'interès local del municipi de Reus (Baix Camp).

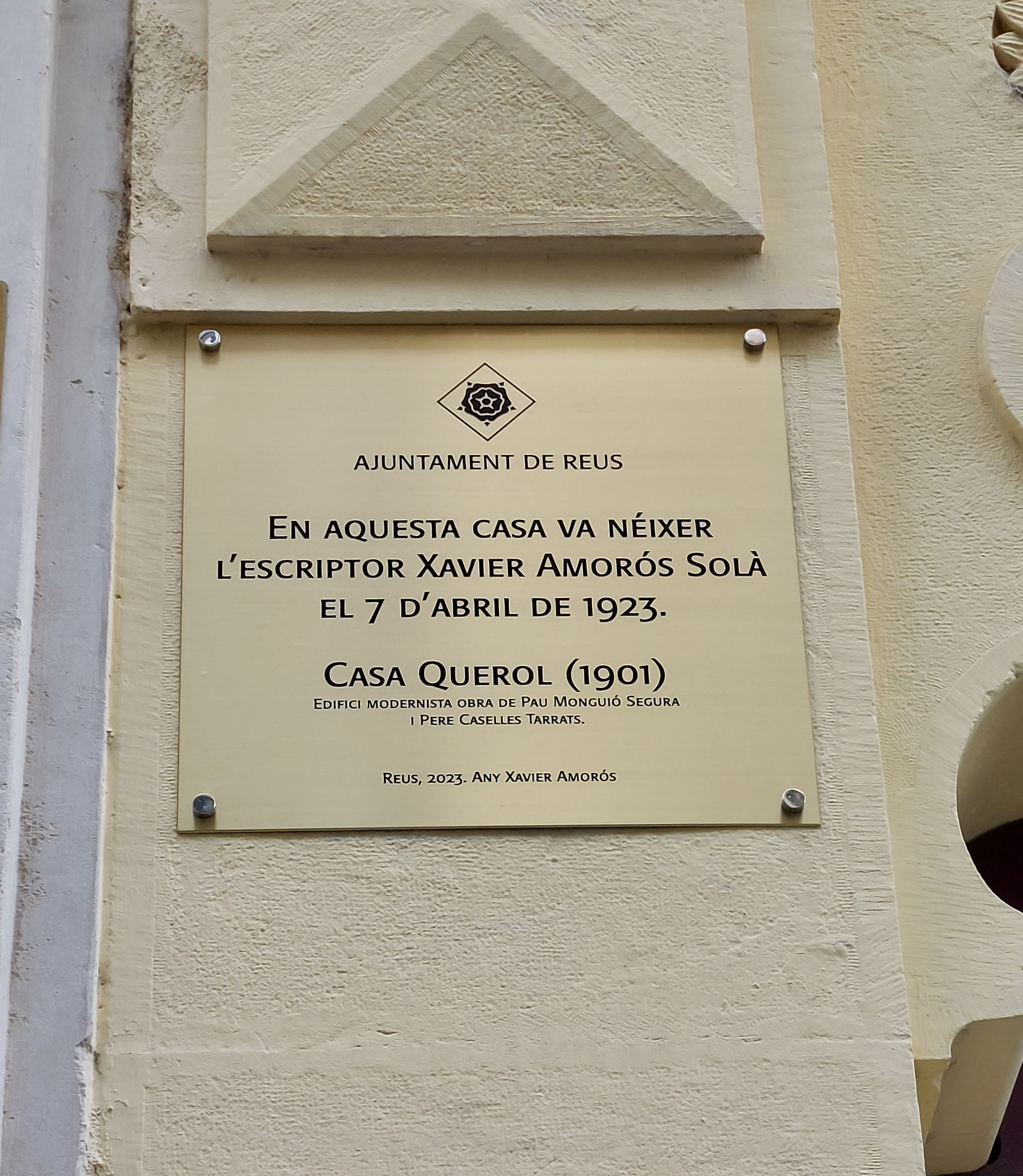
En aquesta casa hi va néixer el poeta i polític Xavier Amorós

## Descripció
D'aquesta casa en destaca la combinació d'estils, tant pel que fa a les solucions arquitectòniques com a les ornamentals.
A la planta baixa hi trobem unes cartel·les amb volutes que recorden formes jòniques. L'arc escarser de la finestra de l'entresòl és flanquejat per columnes amb capitell de línies corínties, mentre que la barana és molt treballada amb motius vegetals.
El balcó del primer pis és d'inspiració medievalista. Al segon pis s'hi combinen elements arquitectònics més clàssics amb altres de tendències gòtiques.
Els esgrafiats contenen dos escuts, en un dels quals hi ha representada la rosa de Reus, i en l'altre, l'escut dels Querol-Bofarull. Al coronament apareixen tres pilars octogonals que emmarquen la zona central ocupada per un plafó amb la data de construcció, 1901.
El fons vermellós d'imitació d'obra vista contrasta amb els tons més clars de la pedra sorrenca.

## Història
El 1901, Ferran de Querol i de Bofarull, que va ser escriptor i va ocupar els càrrecs d'alcalde de Tarragona i president de la Diputació, entre d'altres, va fer construir de nova planta, al costat del Palau Bofarull, també de la seva propietat, un estret edifici d'habitatges entre mitgeres. L'estretor de la façana deixa lloc només a una obertura per planta. La decoració de la façana, eclèctica, presenta influències de les decoracions modernistes europees de l'època i barreja formes sorgides de dissenys del passat, cosa que indica que l'arquitecte coneixia el que s'estava fent a l'estranger.